# Tempo (revista russa)

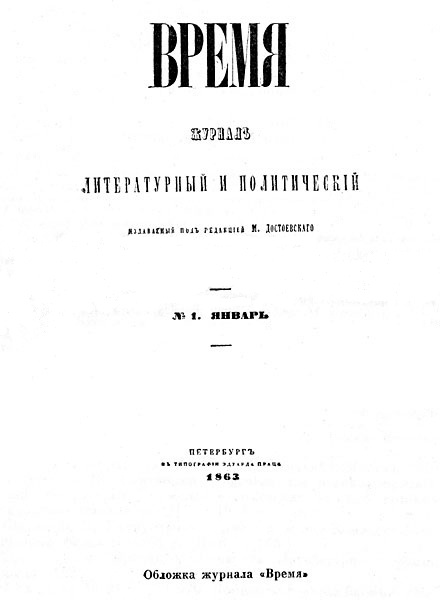
Capa da primeira edição da revista O Tempo

Tempo (em russo:Вре́мя, transl.:Vremia) foi uma revista fundada pelos irmãos Dostoiévski: Fiódor e Mikhail, com sede na cidade de São Petesburgo. Lançada em março de 1861, a publicação tinha como redator, o escritor Fiódor Dostoiévski e seu irmão Mikhail Dostoiévski eram os editores.
Com um certo sucesso editorial e de vendas, pois em pouco tempo alcançou rapidamente um nível de assinaturas comparável aos periódicos tradicionais da cidade, a revista foi o veículo para que Fiódor lançasse algumas das suas obras, como, Recordações da Casa dos Mortos, Humilhados e Ofendidos, entre outros. 
O Tempo possuia uma linha editorial política independente e populista e foi este o motivou que levou o governo czarista a fechar a revista em 1863.